# سالتا (داغستان)
سالتا (به لاتین: Salta) یک منطقهٔ مسکونی در داغستان است که در داغستان واقع شده‌است.